# Eurybia patrona
Eurybia patrona är en fjärilsart som beskrevs av Gustav Weymer 1875. Eurybia patrona ingår i släktet Eurybia och familjen Riodinidae. Inga underarter finns listade i Catalogue of Life.

## Bildgalleri

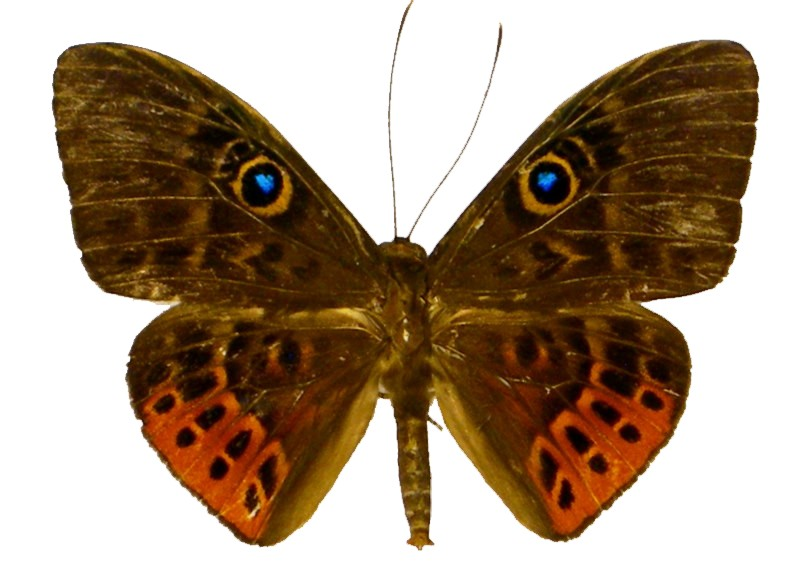
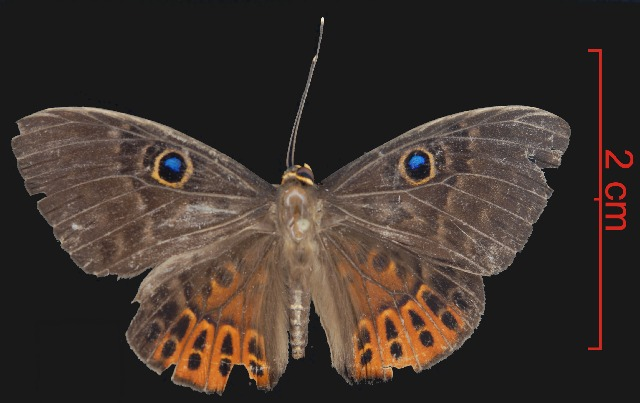